# Dejad que Bartlet sea Bartlet
 Dejad que Bartlet sea Bartlet  es el decimonoveno capítulo de la serie dramática El ala oeste de la Casa Blanca.

## Argumento
Un informe incendiario para derrotar al Presidente circula por la Casa Blanca. Este, que cae en poder de Danny resulta ser de Mandy. Todos, en especial C.J. Cregg se sienten traicionados por ella, a pesar de haber sido escrito hace muchos meses, cuando trabajaba para el senador Lloyd Russell.
Sam, Toby y Josh se encuentran envueltos en una serie de reuniones que no conducen a nada. El primero está con una delegación del ejército, y congresistas conservadores que se niegan a admitir en las fuerzas armadas a Gays y Lesbianas. Josh está con un grupo de congresistas republicanos que amenazan con sacar proposiciones de ley envenenadas para derrotar al Presidente, por imponer a dos candidatos en la Comisión Federal Electoral. 
Toby explota y le dice a Leo que en un año solo han conseguido una victoria: la designación del juez Mendoza para el Tribunal Supremo. Enfurecido, Leo anima a todo el equipo a ser más luchador, más beligerante, y no ir sobre seguro. Convence al desanimado Presidente Bartlet para que cambie de actitud con la frase lapidaria "Dejad que Bartlet sea Bartlet", incrementando el nivel del debate político en los Estados Unidos.

## Curiosidades
- En una entrevista con TV Guide Online, Martin Sheen admitió que no conocía a la directora del episodio, Laura Innes. Esa noche, cuando su mujer miraba el planning de rodaje, le comentó a Sheen que Laura Innes había sido lo mejor de la serie americana Urgencias, así que mejor que se portara bien.

## Enlaces
- Ficha en FormulaTv
- Enlace al Imdb
- Guía del Episodio (en inglés)

- Datos: Q6532644